# Albert Montefiore Hyamson
Albert Montefiore Hyamson, OBE (* 27. August 1875 in London; † 5. Oktober 1954 in London) war ein britischer Beamter, Zionist und Historiker, der von 1921 bis 1934 als Chief Immigration Officer im britischen Mandat Palästina tätig war.

## Karriere
Hyamson besuchte die Swansea Grammar School und studierte am Beaufort College, St Leonards. 1895 trat er in den öffentlichen Dienst ein, zunächst bei der Post. Während des Ersten Weltkriegs war Hyamson bereits ein aktiver zionistischen Schriftsteller. Seine Arbeit wurde von der anglo-zionistischen Lobbygruppe, dem British Palestine Committee, der zionistischen Führung in London und in der britischen Presse veröffentlicht.

## Zionist der 1910er und 1920er Jahre
Seit April 1917 gab Hyamson The Zionist Review (Zeitung der Zionisten-Föderation) heraus, im Oktober schlug der Zionist Jabotinsky ein Jüdisches Büro im britischen Informationsministerium vor, Hyamson übernahm die Aufgabe. Seine Arbeit im Büro im Dezember 1917 lag in der Verbreitung von Meldungen, um die Unterstützung der britischen Regierung für den Zionismus und unter den Juden der Welt zu zeigen. Der Schwerpunkt lag auf den USA, wo er zwei jüdische Tageszeitungen, The American Hebrew und American Jewish Chronicle, belieferte. Zur gleichen Zeit rückte Hyamson in das neue Komitee auf, das die Londoner Zionistische Föderation gründete. Das Jüdische Büro im Informationsministerium und die Londoner Zionistische Föderation standen in engem Kontakt. Hyamson schrieb die Broschüre Großbritannien und die Juden als Reaktion auf die Balfour-Erklärung von 1917, um sie als einen Teil der britischen Tradition zu behaupten.
Sir Herbert Samuel, britischer Hochkommissar von Palästina, ernannte 1921 Hyamson zum Kommissar für Migration des britischen Mandats für Palästina, das ihn an die Spitze der Einwanderungsbehörde in Palästina setzte. Seine Versuche, begrenzte Einwanderungsquoten einzuführen, trugen ihm einen schlechten Ruf ein, in Vilnius galt er als „jüdischer Anti-Semit“. Hyamsons Vision des Zionismus stand unter dem Einfluss von Ahad Ha'am und Judah Leon Magnes, die er die „weisesten Denker unter den Zionisten“ nannte.
Im Sommer 1926 bereiste Hyamson viele Zentren jüdischer Bevölkerung in Osteuropa, um die Bedingungen der Länder zu untersuchen, die die meisten Einwanderer nach Palästina schickten. 1928 veröffentlichte er einen Reiseführer Palestine Old and New.

## Bi-Nationalist der 1930er und 1940er Jahre
Hyamson wurde zum OBE 1931 ernannt. Das Mandatsministerium für Einwanderung und Reisen wurde 1934 aufgrund des zunehmenden Einwanderungsdrucks aus Deutschland neu organisiert. Laut Edwin Samuel (1898–1978), Herbert Samuels Sohn, hatte Hyamsons Beharren, möglichst alles selbst zu tun, zu einem Antragsstau von neun Monaten geführt. Hyamson und sein Stellvertreter Richard Badcock wurden durch Eric Mills und Samuel selbst ersetzt.
Im Juli und August 1937 fanden in London Gespräche zwischen Arabern, Hyamson und Juden statt, die gegen einen jüdischen Staat waren. In der Folge wurde der Hyamson-Newcombe-Vorschlag im August–September 1937 ausgearbeitet. Oberst Stewart F. Newcombe war ein führender britischer Arabist, ein Kollege von T. E. Lawrence im Ersten Weltkrieg und Schatzmeister des Arab Information Bureau (der führenden nichtjüdischen antizionistischen Lobbygruppe in London). Der Vorschlag wies auf die Gründung eines unabhängigen palästinensischen Staates hin, in dem alle Bürger gleiche Rechte und jede Gemeinde Autonomie hätten, einschließlich der Behörden für jüdische Dörfer, Städte und Bezirke. Er erklärte auch, dass die bestehende arabische Mehrheit weiterhin regieren würde, dass es Grenzen für Landverkäufe an Juden geben werde und, obwohl die jüdische Einwanderung weitergehen könnte, Juden nicht mehr als 50 % der Bevölkerung ausmachen sollten. Die zionistische Führung lehnte den Vorschlag ab.
1942 veröffentlichte Hyamson das Buch Palestine: A Policy, das sein Argument gegen den politischen Zionismus und für einen „spirituellen Zionismus“ skizzierte. Er gehörte zu den Mitgliedern der am 7. November 1944 gegründeten Jüdischen Gemeinschaft (Jewish Fellowship), um aus jüdischer Sicht gegen den (politischen) Zionismus zu kämpfen. Zu den Gründungsmitgliedern gehörten auch Joseph Leftwich, Louis Gluckstein und Rabbi Israel Mattuck. Die Gemeinschaft sah den politischen Zionismus als schädlich an für die guten Beziehungen zwischen der  Diaspora und Palästina an. Die Lösung sollte eher in der Wiederbelebung religiöser Prinzipien als in den politischen liegen.

## Schriften
- The Sephardim of England: a history of the Spanish and Portuguese Jewish community, 1492–1951, Methuen 1951.
- Palestine under the mandate, 1920–1948, Methuen 1950.
- Palestine: A Policy. Hyperion Press, 1976, ISBN 978-0-88355-325-1 (google.de – repr. Routledge 2022; ISBN 978-1032309743).
- (A History of) The Jews of England, 1908, repr. 1947, repr. 2018, ISBN 978-1016047494.